# 斗玉乡
斗玉乡，是中国西藏自治区山南地区隆子县下辖的一个乡镇级行政单位。

## 行政区划
斗玉乡共辖以下地区：
斗玉村、加麦村、其玛普村。